# 奥列格·戈利科夫
奥列格·亚历山德罗维奇·戈利科夫（羅馬化：Oleg Aleksandrovich Golikov；1968年10月21日—）是俄罗斯政治人物，第八届国家杜马代表。
1996年至1998年，戈利科夫在车里雅宾斯克加里宁斯基区行政部门工作。2012年至2019年，担任全俄技术物理科学研究所副所长。2005年至2021年任车里雅宾斯克州立法议会代表。2021年9月，他在罗斯托夫州选区当选为第八届国家杜马议员。

## 制裁
戈利科夫于2022年因俄乌战争而受到美国财政部制裁。